# Pantà de la Fusta
El Pantà de la Fusta és un petit pantà d'unes 1,8 Hectàrees, situat al terme municipal de Perafita (Lluçanès), d'ús agrícola i ramader.
És originat per un mur de contenció de terres força elevat, cobert de vegetació i amb pollancres de grans dimensions. Als marges del pantà hi creix un bosc de ribera estret, amb espècies com salzes blancs, gatells, pollancres trèmols, roures, etc. Puntualment apareixen també zones de bogar i joncedes. L'aigua es troba força eutrofitzada i presenta llenties d'aigua, que cobreixen extensions importants. A l'entorn del pantà la vegetació és formada bàsicament per rouredes i pinedes de pi roig. Pel que fa a la fauna, el pantà és utilitzat per algunes espècies d'aus associades a zones humides -com el bernat pescaire-. Són interessants també les poblacions d'amfibis i invertebrats. A més del pantà, aquesta zona humida inclou també un tram del torrent que surt del pantà, el qual presenta un bosc de ribera interessant i dona lloc a una petita bassa natural, uns 200 m aigües avall del pantà, d'elevat interès per a la fauna.
Els usos ramaders (trepig dels marges, eutrofització, etc.) i agrícoles (fluctuacions de nivell de les aigües) afecten negativament l'espai. Existeixen diversos suports de línies telefòniques o elèctriques molt propers als marges, alguns dels quals amb fils que creuen el pantà. Una pista transcorre pel límit oest i sud. Del pantà surt una canonada d'extracció d'aigua i vora la bassa inferior hi ha una petita construcció, probablement relacionada també amb la captació d'aigües. Al pantà s'hi practica la pesca.